# Zend Technologies
Zend Technologies Ltd. is een bedrijf dat zich bezighoudt met de ontwikkeling van world wide web-infrastructuur. Het hoofdkantoor bevindt zich in Cupertino (Californië, Verenigde Staten) en het technologiecentrum in Ramat Gan (Israël). Daarnaast zijn er kantoren in Frankrijk, Italië en Duitsland. De naam "Zend" is een porte-manteau van de namen van de stichters, Zeev Suraski en Andi Gutman.
De stichters van Zend, Andi Gutmans en Zeev Suraski, hebben samen met een aantal Israëlische afgestudeerden de programmeertaal PHP uitgebreid, nadat Rasmus Lerdorf PHP had ontwikkeld. Het bedrijf houdt zich dan ook bezig met de ontwikkeling van producten die aan PHP gerelateerd zijn, zoals Zend Studio. In 1997 herschreven Suraski en Gutman de parser achter Rasmus Lerdorfs PHP-FI. Het resultaat verscheen onder de naam PHP 3. In 1998 werd diezelfde parser volledig herontworpen en de Zend Engine gedoopt. PHP 4 was gebaseerd op de eerste versie van de Zend Engine en had een groot succes.